# Phloeocharinae
Phloeocharinae es una subfamilia de escarabajos estafilínidos (Staphylinidae). Se distribuyen por todo el mundo (excepto la Antártida y otras zonas polares). Su hábitat son lugares húmedos, hojarasca o bajo la corteza. Se conoce muy poco de su biología.

## Géneros

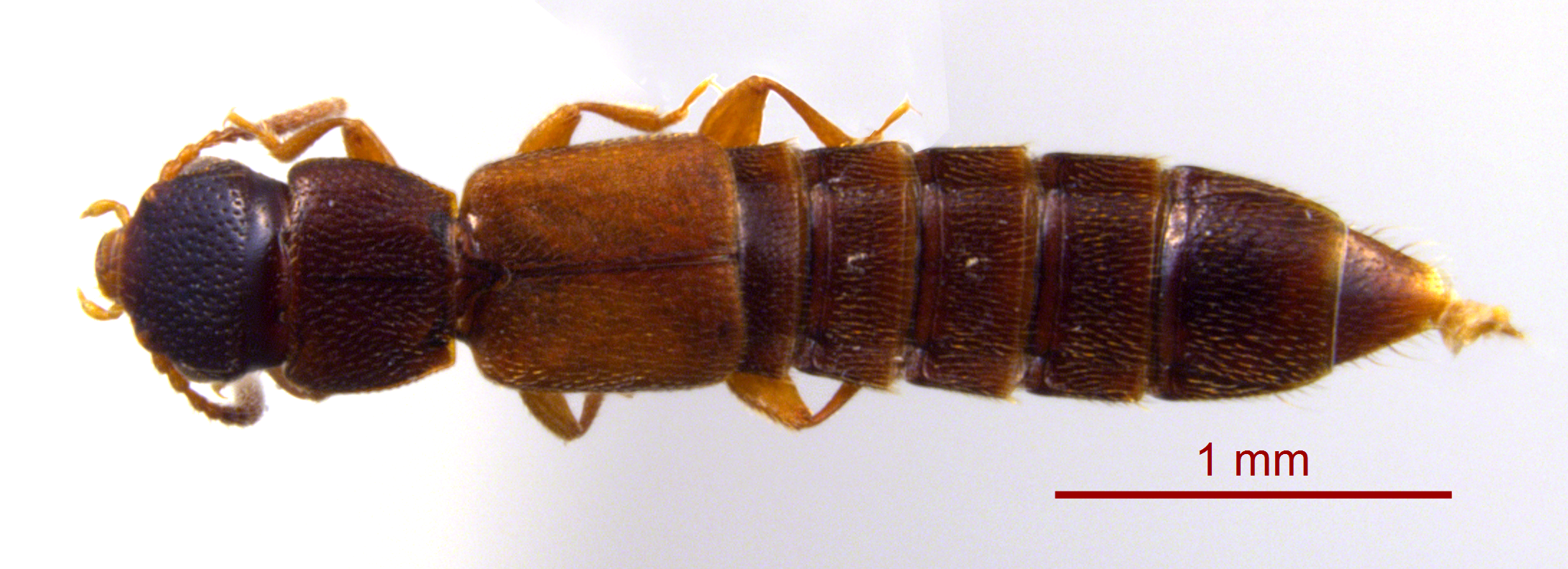
Charhyphus picipennis

Se reconocen los siguientes:
- Charhyphus Sharp, 1887
- Dytoscotes Smetana & Campbell, 1980
- Ecbletus Sharp, 1887
- Phloeocharis Mannerheim, 1830
- Phloeognathus Steel, 1953
- Pseudophloecharis Steel, 1950
- Vicelva Moore & Legner, 1973